# Jacob Maris
Jacobus Hendricus (Jacob) Maris (Den Haag, 25 augustus 1837 – Karlsbad, 7 augustus 1899) was een Nederlands impressionistisch kunstschilder van de Haagse School. Maris was naast kunstschilder ook etser en lithograaf.

## Jeugd en opleiding
Jacob Maris was een zoon van de boekdrukker Mattheus Marris en Hendrika Bloemert; hij werd als de oudste van drie broers geboren in 1837 in Den Haag. Zijn grootvader Wenzel Maresch was te Praag geboren en huwde de Amsterdamse Metge Smit in Den Haag, even na 1800; hun zoon Mattheus werd negen jaar later geboren en zijn naam werd als de verbastering Marris ingeschreven.
Mattheus werd de vader van zes kinderen, waaronder de drie gebroeders Jacob, Willem en Matthijs. Hij was meester-drukker bij boekdrukkerij Fuhri en  nam vaak gedrukte afbeeldingen van kunstwerken van grote Nederlandse en buitenlandse kunstenaars mee naar huis, waaraan zijn zonen zich vergaapten en het probeerden na te doen. Dankzij een attente onderwijzer die vrienden had in de kunstwereld kreeg Jacob als twaalfjarige jongen al les van Johannes Stroebel (1821-1905), schilder van interieurs met mensfiguren. Deze liet de jonge Maris kopieën maken naar andere kunstenaars, buiten naar de natuur schetsen en als het regende liet hij hem aquarellen maken van opgezette stillevens.
Hij bezocht de toenmalige Haagse Teekenacademie in 1850 en kreeg er lessen in anatomie en proportieleer. Toen hij op zijn 15e samen met broer Matthijs op de Haagse Groenmarkt zat te tekenen werd hij opgemerkt door de kunsthandelaar Weimar die hem in contact bracht met de zeeschilder Louis Meijer; deze beval hem in 1852 aan bij Huib van Hove. Toen Van Hove in 1854 naar Antwerpen vertrok ging Jacob mee en volgde al in hetzelfde jaar lessen aan de Antwerpse Academie, naast het werken op het atelier van Van Hove; de relatie verslechterde echter, waarop hij in 1855 met Van Hove brak. Ook broer Matthijs, die net een koninklijke subsidie had ontvangen, kwam naar Antwerpen. Samen woonden ze in een kamer en maakten kleine schilderijtjes voor de Amerikaanse markt, om in hun onderhoud te voorzien. In het najaar van 1856 keerde Jacob terug naar Den Haag en schreef zich direct in als werkend lid bij de kunstenaarsvereniging Pulchri Studio.

## Leven en werk

### Start
In Den Haag deelde Jacob vanaf 1859 een gezamenlijk atelier met Matthijs. Dankzij een opdracht van prinses Marianne (de jongste dochter van koning Willem I), die een aantal portretten van haar Oranje-voorouders gekopieerd wilde hebben, ontvingen de broers 700 gulden en konden ze samen een verblijf in het schildersdorp Oosterbeek (het Nederlandse Barbizon) en Wolfheze bekostigen. In Oosterbeek schilderden toen ook Anton Mauve, Gerard Bilders en Bilders senior in de open lucht. De werken van de twee broers uit deze periode lijken zo sterk op elkaar dat ze gemakkelijk verwisseld kunnen worden. Ook een gezamenlijke langere studiereis in 1860 door Duitsland, Zwitserland en Frankrijk werd hiermee mogelijk. De landschappen van Jacob uit deze periode hebben nog een vrij hoge horizon en de nadruk lag bij hem op de ingehouden kleurtonen van bruin en groen.
Terug in Den Haag deelden de twee broers samen een atelier boven café Belvedere waar nu ook de jongste broer Willem van hen schilderles kreeg. Kort daarop betrokken hun ouders in 1863 een nieuw huis in het 'Slop van de drie Boeren', waar de drie broers een van de voorkamers ter beschikking kregen; ieder van hen had een raam waar de ezel voor geplaatst stond. Jacob volgde opnieuw lessen aan de Haagse Academie, maar bovendien ook de vaste teken-avonden naar levend model bij Pulchri Studio. Voor zijn inkomen verbond hij zich tijdelijk aan de door reuma geplaagde zeeschilder Louis Meijer, voor wie hij zijn grote doeken opzette en stoffeerde (= figuren plaatsen); hij hield onder andere uit papier geknipte meeuwen voor het doek, zodat Meijer de juiste positie ervan kon bepalen, en schilderde ze vervolgens in het schilderij. Zijn loon hiervoor was 25 gulden in de week. De zomer van 1864 bracht Jacob opnieuw door in Oosterbeek; hetzelfde jaar werd hij met broer Matthijs benoemd tot lid van de Société Royale Belge des Aquarellistes in Brussel, die enkele jaren daarvoor o.a. door Willem Roelofs was opgericht. Jacob veranderde nu zijn signatuur definitief in 'J. Maris'.

### Parijse jaren
In 1865 besloot Jacob zijn geluk in Parijs te zoeken; twee jaar later trouwde hij daar met de Nederlandse Catherina Hendrika Horn (1840 - 1905) en al snel kregen ze hun eerste kind, een zoon die na 11 maanden stierf. Daarna werden in Parijs nog drie dochters geboren; ze werden door Jacob herhaaldelijk geportretteerd. In 1869 voegde Matthijs zich bij het jonge gezin, dit op dringend verzoek van zijn oudere broer en van hun moeder; Jacob beschouwde broer Thijs als de meest begaafde van zijn tijdgenoten, maar ook als de meest complexe. Hij kwam moeilijk tot werken in Parijs, zodat Jacob hem erop uit stuurde om 'naar de natuur' te schetsen en dan in het atelier er een schilderij van te maken. Mathijs probeerde het met Montmartre, maar het werd in zijn ogen niets; hij had het gedaan om 'Jaap' te plezieren.
Jacob ging werken op het atelier van de destijds erg bekende schilder Ernest Hébert, die - evenals Jacob zelf - was gespecialiseerd in glad geschilderde Italiennes; het waren meisjesportretten waar toen erg veel vraag naar was, en vooral gemaakt voor de export naar Engeland en Amerika. kunsthandel Goupil & Cie verkocht deze voor Jacob, wat hem een leefbaar inkomen voor zijn gezin garandeerde. In 1866 debuteerde Jacob op de Parijse Salon met Petite fille italienne. Broer Thijs kon het nauwelijks opbrengen dit soort werken te maken; het druiste in tegen al zijn artistieke opvattingen. Pas vanaf 1868 begon Jacob zich toe te leggen op het schilderen van landschappen. Het werk Herdersjongen aan een rivier, dat hij toen schilderde zag hij als een keerpunt in zijn schilderkunst, zo zou hij de kunstcriticus Jan Veth later vertellen. Tegen het einde van 1870 hadden de aantallen verkochte landschappen in de boeken van kunsthandel Goupil de overhand gekregen boven de gewilde geïdealiseerde meisjes. Zo kreeg Jacob in 1870 een lovende recensie voor zijn 'Veerpont'-schilderij op de Parijse Salon: 'Op de rand van een lichtende horizon verenigen zich de lucht en het water als twee verliefde monden..  .Een betoverend doek, smaakvol en kleurrijk.'  Overigens had het Franse publiek weinig oog voor zijn werk; de aankopen gingen naar de buitenlandse kunsthandels. Toch kon kunsthandel Goupil voor de landschappen van Jacob vrij gemakkelijk kopers vinden; in 1869 en 1870 waren er minstens vier verkocht.
Jacob maakte in Parijs ook kennis met de Franse schilders Henri Fantin-Latour, Camille Corot en Alfred Stevens; hij raakte er tijdelijk onder invloed van de schilders van de bekende School van Barbizon.

### Terug naar Den Haag
Kort na de opstand van de Commune van Parijs (1871) en het bloedige neerslaan ervan door de Franse regering keerde Jacob in 1871 voorgoed naar Den Haag terug; broer Matthijs volgde deze keer niet zijn voorbeeld, maar bleef tot 1877 in Parijs en vestigde zich daarna definitief in Londen, waar hij de rest van zijn leven zou blijven schilderen; hij stierf er in 1917. De twee broers hebben elkaar nooit meer gezien, wèl hadden ze een intensieve en langdurige briefwisseling. Het gezin van Jacob zou zich in Den Haag met nog vijf kinderen uitbreiden; zoon Willem Matthijs zou daarvan later portretschilder worden.
Jacob schreef zich direct opnieuw in bij Pulchri Studio en vervulde er diverse functies. In 1876 was hij o.a. met zijn jongere broer Willem, Blommers, Johannes Bosboom, Jozef Israëls, Anton Mauve, Hendrik Willem Mesdag mede-oprichter van de Hollandsche Teekenmaatschappij, die de aquarel als zelfstandige kunstvorm wilde promoten en er een afzetmarkt voor wilde ontwikkelen. De vereniging zou nauwe connecties krijgen met kunsthandel Goupil. Juist in Den Haag zou Jacob zich ontwikkelen tot een van de voornaamste schilders van de typische Hollandse gezichten van stad en land, deels als voortzetting van de door hem zo bewonderde 17e-eeuwse meesters, die rijkelijk in kopie-vorm aanwezig waren in zijn huis en eigen atelier; deels als een nieuwe benadering. Vanaf 1872 creëerde hij veelal schilderijen van landschappen rond Den Haag (o.a. het Rijswijkse landschap). Zo schilderde hij in 1872 zijn opmerkelijke horizontale werk De Afgesneden Molen dat door sommigen als aankondiging werd onderkend van een nieuwe landschapsschilderskunst in Nederland. Ook zijn jongste broer Willem vond dit werk van Jacob erg indrukwekkend binnen zijn gehele oeuvre. En de oudere Jozef Israels die de 'Italiaanse poppetjes' van Jacob uit Parijs maar niks vond, liet weten dat dit indrukwekkende werk hem een klap in het gezicht had gegeven en hem veel had geleerd. Een van de eerste kunst-critici die zich positief uitliet over  het werk van Jacob was Jacques van Santen Kolff, die in 1875 de term 'Haagse School' lanceerde; hij typeerde de schilderstijl van Jacob:
 'Een IJgezicht van Maris oefent een ware zinsbegoocheling uit. Staat men er vlak vóór, en legt [ligt] men er, om zoo te zeggen, met den neus op, dan moet men bijna raden naar de voorgestelde voorwerpen, want zij missen ten eenenmale vorm; alles schijnt slechts kleur tegen kleur, of liever toon tegen toon. Doch treedt men een pas of tien achteruit, dan gaat alles door een tooverslag leven.
Het was in de jaren c. 1872-78 dat Tersteeg, de chef van het Haagse filiaal van kunsthandel Goupil, besloot om tegen vaste prijzen op grote schaal schilderijen en werk op papier aan te kopen aan een aantal Haagse School schilders, waaronder Jacob en ook Anton Mauve. Op die manier verwierf hij een soort van monopolie op de eigentijdse kunst, als de smaak aantrok, en kon hij gemakkelijk de vraag vanuit het buitenland tegemoetkomen. De verkoopboeken van het Haagse filiaal laten zien dat vanaf 1880 de landschapsdoeken en stadsgezichten van Jacob toenamen en de interieurstukken uiteindelijk niet meer voorkwamen in de verkopen.
Na 1880 werd Jacob een van de best verkopende kunstschilders van Nederland; zijn werken werden erg gewild en hij maakte hoge prijzen. In deze succesjaren schilderde hij voornamelijk landschappen, Hollandse stadsgezichten en bomschuiten op het strand. De horizonlijn is nu een stuk lager geworden dan in zijn vroegere werk, waardoor de wolkenluchten veel meer ruimte krijgen. Inspiratie tot het maken van zijn werk kwam voor hem vanuit verschillende kanten. Hij wandelde door en om Den Haag en noteerde achteraf zijn indrukken thuis in snelle schetsen, maar bovendien viel hij vaak terug op zijn grote collectie van schetsen en aquarellen die hij ter plekke buiten had geschilderd. Ook wisselde hij met schildersvrienden veel uit over elkaars recente werken. Boven alles was er nu ook die voortdurende honger naar zijn werk van het kooppubliek, tot vervelens aan toe soms, omdat hij alsmaar dezelfde motieven moest schilderen.
Jacob was weliswaar een groot voorstander van werken naar de natuur, maar zijn olieverfschilderijen kwamen bijna allemaal uit zijn atelier; daar werden ze geschilderd! Ook waren zijn landschappen en met name zijn stadsgezichten bepaald niet waarheidsgetrouw; hij stelde de laatste eigenlijk samen en voegde onderdelen uit verschillende steden samen tot 'de Hollandse stad met een grote lucht', waar hij vele van heeft gemaakt. Zijn steden zijn zo gedurfde combinaties geworden van stukjes Amsterdam, Den Haag, Dordrecht, Rotterdam en Delft. Zelf zei hij daarover:
 'Als ik 't noodig acht, de lange rechte daklijnen te verbreken, zet ik er een koepeldak op, vooral waar de lucht of wolkenformatie zulk een steun vragen. Waarom zou ik zelf mijn eigen steden niet mogen bouwen?' , aldus in 1903 geciteerd door zijn bewonderaar en eerste biograaf, de late Haagse School-schilder Théophile de Bock.
Jacob was wellicht de meest impressionistische van de drie Marissen, binnen de Haagse 'Grijze School'. Anderen zeggen juist dat Willem die eer toekomt, getuige zijn opmerking dat hij  'geen koeien schildert, maar licht' . Duidelijk is dat Jacob Maris, niet alleen als kunstenaar, maar ook als bindende factor in de kunstwereld van zijn tijd, een grote rol heeft gespeeld, en dat zijn broers in hem een steun en toeverlaat hebben gehad.

### Late jaren
Ook zijn perfectionisme ging door, tot in zijn laatste jaren. Herhaaldelijk haalde hij schilderijen terug van hun koper, omdat er nog iets aan veranderd moest worden. Het indrukwekkendste voorbeeld hiervan is zijn schilderij De Baker, waar hij al in 1877 aan was begonnen; het was inmiddels aangekocht door het Museum Boijmans Van Beuningen, maar hij vroeg het doek tijdelijk terug om er nog iets aan te wijzigen. Pas in 1899? kreeg het museum het van hem terug.

In 1897 reisde hij nog een keer met zijn vrouw Katrien naar Parijs, maar kon geen enkele waardering meer opbrengen voor de moderne kunst van dat moment. Zijn gezondheid ging de laatste jaren ook hard achteruit, waardoor hij tot zijn eigen ergernis de lust tot schilderen kwijtraakte en lusteloos zijn dagen doorbracht. In Karlsbad, vlak voor zijn dood, zei hij nog dat hij dingen ging maken die niemand van hem zou verwacht hebben; maar hij stierf er op 61-jarige leeftijd, tijdens een kuur.

## Werkwijze en stijl
De latere Jacob Maris kon woelen in de verfmassa en zo spelen met zijn kleuren; zelf omschreef hij dit als: 'Ik denk in mijn materie'. Er zijn helaas weinig uitspraken van hemzelf bewaard gebleven over zijn schilderwijze; ook in het toelaten van bezoekers was Jacob bepaald kieskeurig - in tegenstelling tot bijvoorbeeld Jozef Israels - zodat de beschrijvingen van tijdgenoten over hoe Jacob werkte daardoor schaars zijn.
Maar in zijn vroege periode volgde Jacob vooral het voorbeeld van zijn klassiek-geschoolde meesters: het schilderij moest bij voorkeur heldere kleuren tonen, fijn gepenseeld zijn in onzichtbare toetsen, voldoende gedetailleerd in herkenbare vormen, die goed verdeeld waren geplaatst binnen een ruimtelijke compositie. Dit was ook het credo voor de jonge Jacob - wat wordt bevestigd door een beschrijving rond 1890 van een vroeg werk van hem:
 'Twee meisjes in een korenveld..  .Een uitstekend stukje schilderwerk; het koren prachtig, met gouden halmen en aren, los wuivend, de meisjes fleurig in haar Savooysche, of Italiaanse of Tyroler klederdracht, schitterend van heldere notenkleur, een reine, zuidelijke lucht, een mooi wegblauwend verschiet, alles zeer gedetailleerd en toch aan elkaar [verbonden].. ..het palet is voornaam.
De revolutie in Jacobs' werk kwam volgens Jan Veth met zijn schilderij De Dageraad uit 1865, waarin een kraaiende haan is afgebeeld (helaas nu in sterk verdonkerde staat). Zelf zag Maris zijn keerpunt terug in Herdersjongen aan een rivier, dat hij in 1868 in Parijs maakte en ook verkocht op de Salon aldaar. Hij experimenteerde in dit doek met een beperkter palet in vooral grijzige en bruingroene kleuren. Ook gebruikte hij voor het eerst fabrieksmatig gemaakte verven en bindmiddelen, en bracht hij de verf dikker op het doek met de kwast en met een paletmes. Tijdens het schilderen wijzigde hij de voorstelling voortdurend door er direct overheen te schilderen, zonder eerst met puimsteen de oude lagen vlak te schuren. Voor dit overschilderen had hij dekkende verf nodig. Volgens Jan Veth trok Jacob na zijn Parijse tijd vaak naar Scheveningen om daar zich te verdiepen in alle mogelijke effecten van licht en kleur, waarbij snel en schetsmatig geschilderd diende te worden om de voortdurend wisselende lichteffecten te kunnen noteren op het doek.
Zijn schilderijen bevatten soms zoveel dikke, niet-gedroogde lagen, omdat de daarover gelegde laag snel werd neergezet. Hij gaf aan dat zijn schilderijen verscheidene jaren nodig hadden om tot hun volle kleur te komen. Hij kon ook erover opscheppen dat hij zijn schilderij in elke gewenste toon kon worden ontwikkeld. Circa 1879 adviseerde hij Willem de Zwart nog in diens leertijd, om buiten schilderend slechts vier kleuren te gebruiken: '..indigo, terra di Sienna, roode oker, en guttegom'; meer kleuren waren niet nodig om de wisselende effecten van kleur en licht in de omgeving weer te geven. Zelf zou Maris vanaf 1880 zijn olieverfschilderijen in het atelier gaan maken, waarbij hij niet langer meer uitging van de kleuren die de omgeving aanboden. Hij gaf nu een eigen vertaling van zijn indrukken van het landschap dat hij had geschetst of gezien, en zijn palet werd nu ook veel rijker van kleur; vanaf dat moment ontwikkelde hij zich echt tot de colorist, met name zijn voorkeur voor blauw viel de critici op, maar ook parelgrijs of groen. Zilcken beschreef in 1889 hoe Jacob een zonovergoten tuintafereel aan het schilderen was met sappig groen:
 'Kijk daar, een van de effecten die men te vaak tracht te bereiken met een droge en vale toon, terwijl men gelooft het schilderij [daardoor] helder te maken, zei Maris. Als men op zijn palet een beetje licht in plaats van wit had, zouden alle verhoudingen vanzelf ontstaan. Maar de meeste briljante helderheid kan niet anders gerealiseerd worden dan met een beetje wit en gele oker. Men moet deze grastonen op doek overzetten, ze warm maken, fluwelig, geurig, en in de juiste verhoudingen van toonwaarde zetten. Maar wil ze vooral niet helder maken door ze met wit te verbleken' 
Jacob vond dat men weleens moest overdrijven met kleur. Hij zette pure ultramarijn met lak naast gele oker om het witte schuim op de kop van de golven te doen schitteren. De Bock schreef dat hij cadmium en vermiljoen in zijn luchten smeerde, er vervolgens wit en indigo doorheen wierp en alles liet reflecteren in het water, waar ook de aarden walkant zich weerspiegelde met terresienna en zwart. Dat Jacob met kleurcontrasten werkte wordt door zijn laat afgemaakte schilderij De Baker duidelijk aangetoond. Hij zette daarbij niet alleen over elkaar heen maar ook bewust naast en tegen elkaar aan, waarmee elke verftoest meer karakter kreeg en er ook meer licht en ruimte in de voorstelling kwam. Voor Jacob lag de grens bij het impressionisme dat hij resoluut afwees: 'Bijna alle nieuwe Fransche kunst heeft voor mij een plat, leeg karakter zonder afstand en diepte in kleur. De schilderijen lijken witte velletjes papier met kleurtjes erop.
Maris werd gezien als een musicus die zijn kleuren harmonisch tot klinken bracht; bovendien werd hij geroemd om zijn klassieke manier van schilderen. Dit kwam juist naar voren door de kracht van zijn rijke palet en zijn rake toetsen, aldus [[Marius|mevr. Marius]]; daarbij was hij erg vaardig in het modelleren en tekenen. De zichtbare zoeksporen in zijn werk moeten niet gezien worden als een teken van onkunde of onzekerheid. Het is vooral het kenmerk van een nieuwe schilderstijl, waarin met de nieuwe verven spontaan gewerkt kan worden - gecombineerd met zijn drang tot perfectie.

## Waardering
Wat sterk opvalt in de waarderingsgeschiedenis voor het werk van Jacob Maris, is dat deze in het buitenland veel vroeger op gang kwam dan in eigen land. Vanaf 1870 werd in Nederland nog maar mondjesmaat Haagse School verzameld, terwijl in Engeland, Canada en de Verenigde Staten er al een ruim aanbod werd aangelegd bij de kunsthandelaren aldaar. De werken van Jacob werden door verzamelaars uit bijvoorbeeld Canada en Schotland al gretig aangekocht vanaf 1880; ook kwam zijn werk al terecht in privé-collecties - vooral in Boston, Washington en New York. Pas na 1880 begon de waardering in Nederland sterk te groeien. Het Gemeentemuseum kocht als eerste museum in 1884 een werk van hem, een 'Bomschuit'; het Rijksmuseum kocht pas drie jaar later zijn eerste (en enige) Jacob Maris aan op een Tentoonstelling van Levende Meesters voor de prijs van 4500 gulden. Dit bedrag illustreert goed de prijzen die zijn werken in deze jaren opbrachten. De kunstkritiek van die tijd kraakte nog wel harde noten over zijn werk; dat het 'te ernstig' zou zijn en te 'onaf'. Maar kort na 1890 verstomde deze kritiek en liepen ook de prijzen op naar 4000 tot 6000 gulden voor een olieverfschilderij. Er kwamen nu jubelende kritieken, waardoor volgens biograaf De Bock Jacob zijn atelier gesloten hield voor al die zogenaamde kunstcritici die zo graag een stukje over hem wilde schrijven. Op de Chicago Exhibition in 1893 exposeerde Jacob vijf van zijn schilderijen, waarvoor hij de 'highest honours' kreeg. Pas na de Eerste Wereldoorlog zou het tij gaan keren; de idolate bewondering van kunstcritici als Marius werd nu afgelost door kritische noten, o.a., dat hij wel erg veel naar de vraag en smaak van het publiek had geproduceerd, wat leidde tot te veel eenvormigheid en een gebrek aan hartstocht, aldus Albert Plasschaert in 1920, in zijn boek Jacob Maris.

## Leerlingen
Jacob Maris was leermeester van onder meer Bernardus Johannes Blommers, Martinus Boks, zijn broer Willem Maris, zijn zoon Willem Matthijs (Jbzn) Maris en Willem de Zwart.

## Galerij van zijn werken (selectie)

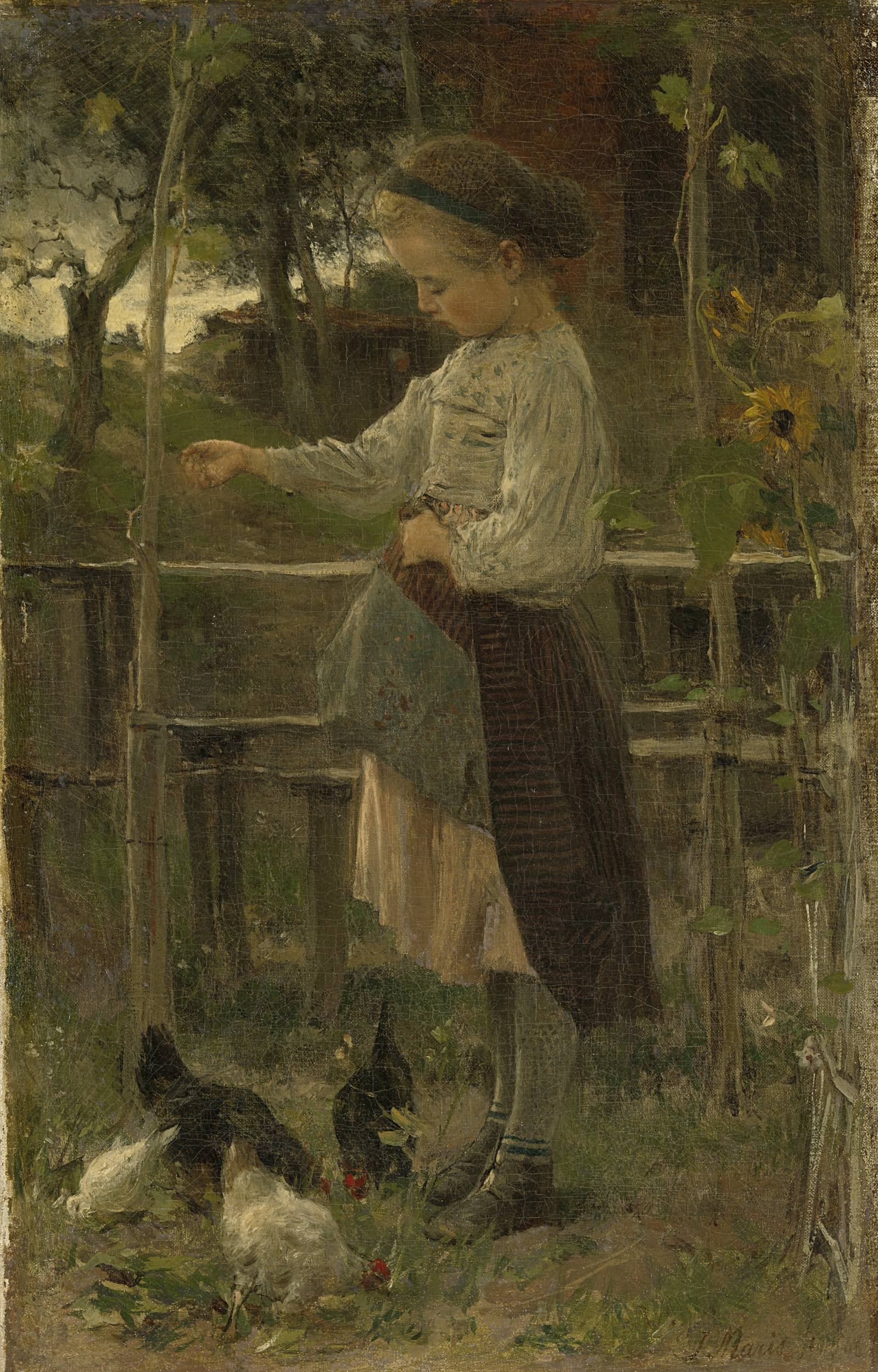
Kippetjes voeren, 1866, Rijksmuseum, Amsterdam
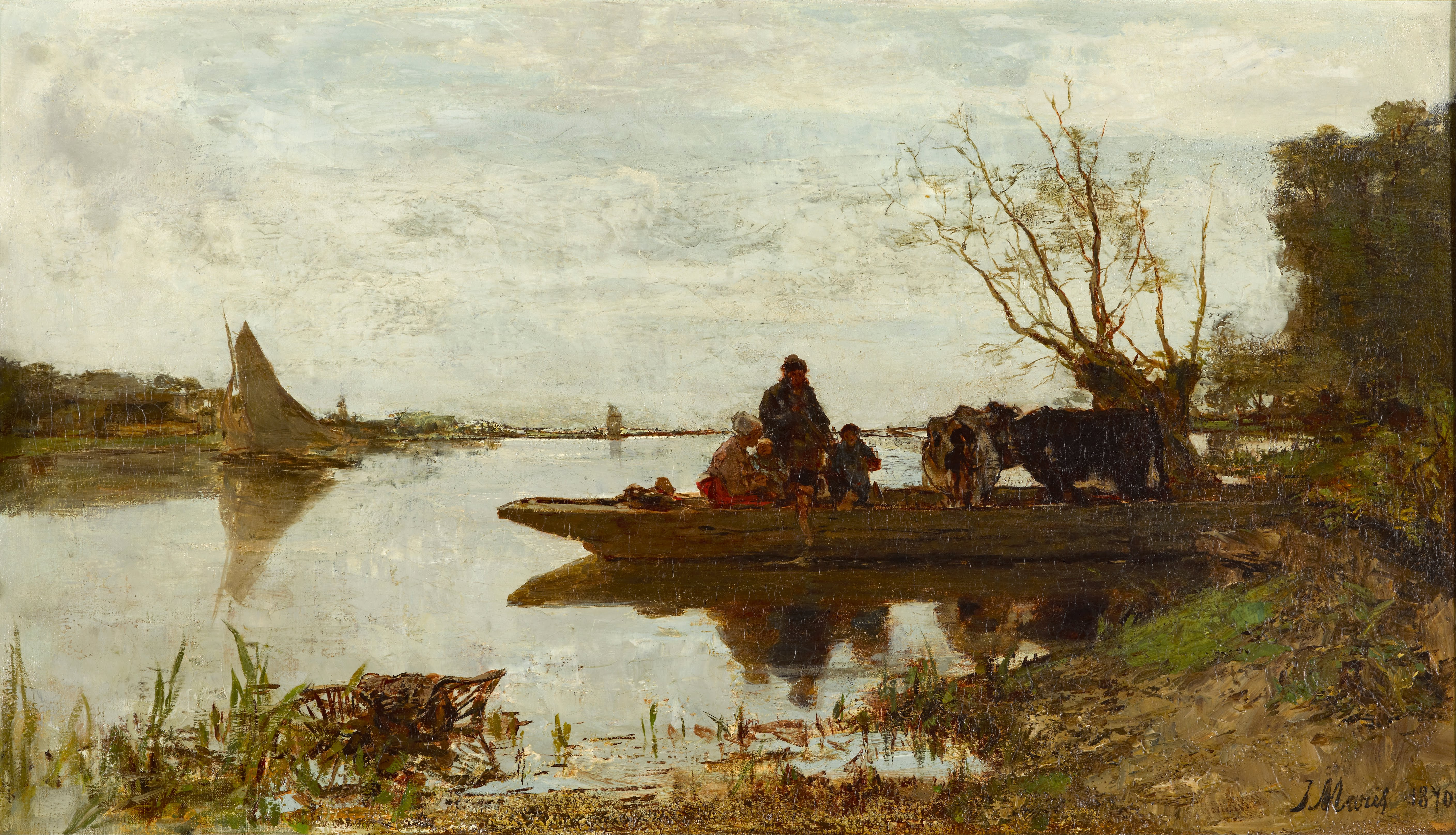
Veerpont, 1870, Kunstmuseum, Den Haag
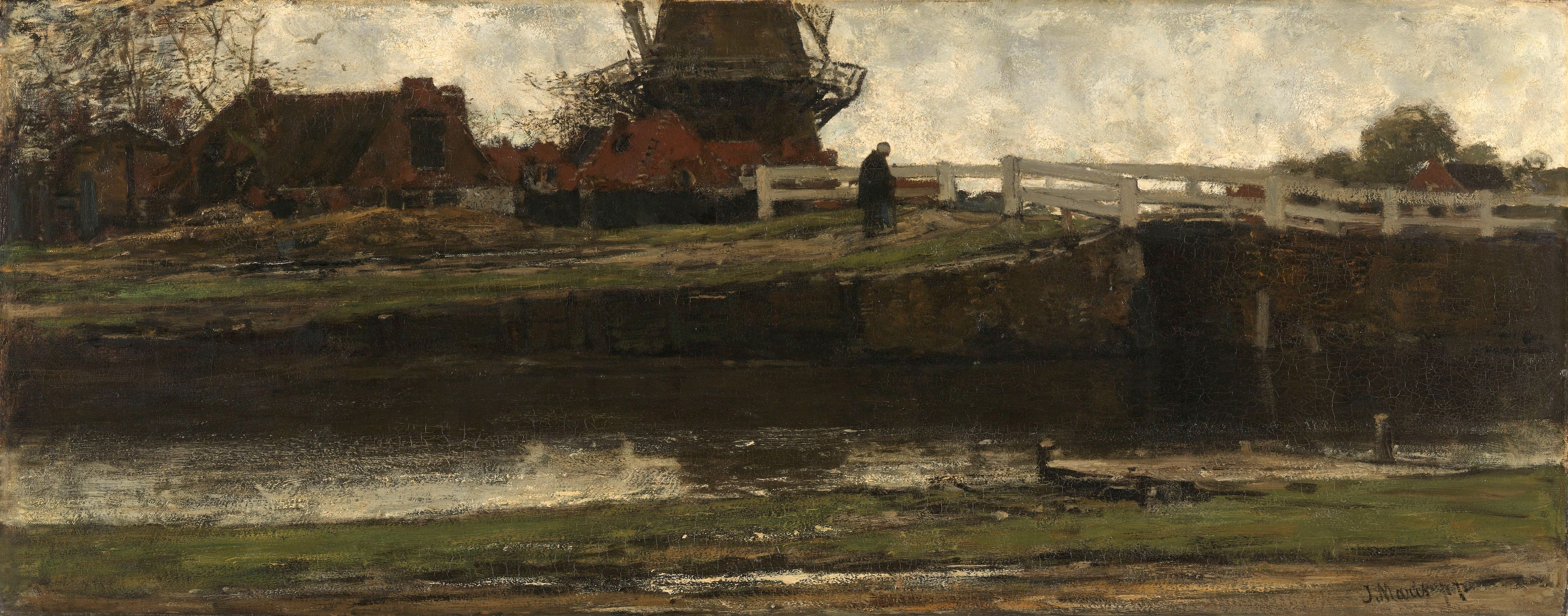
De afgesneden molen, 1872, Rijksmuseum, Amsterdam
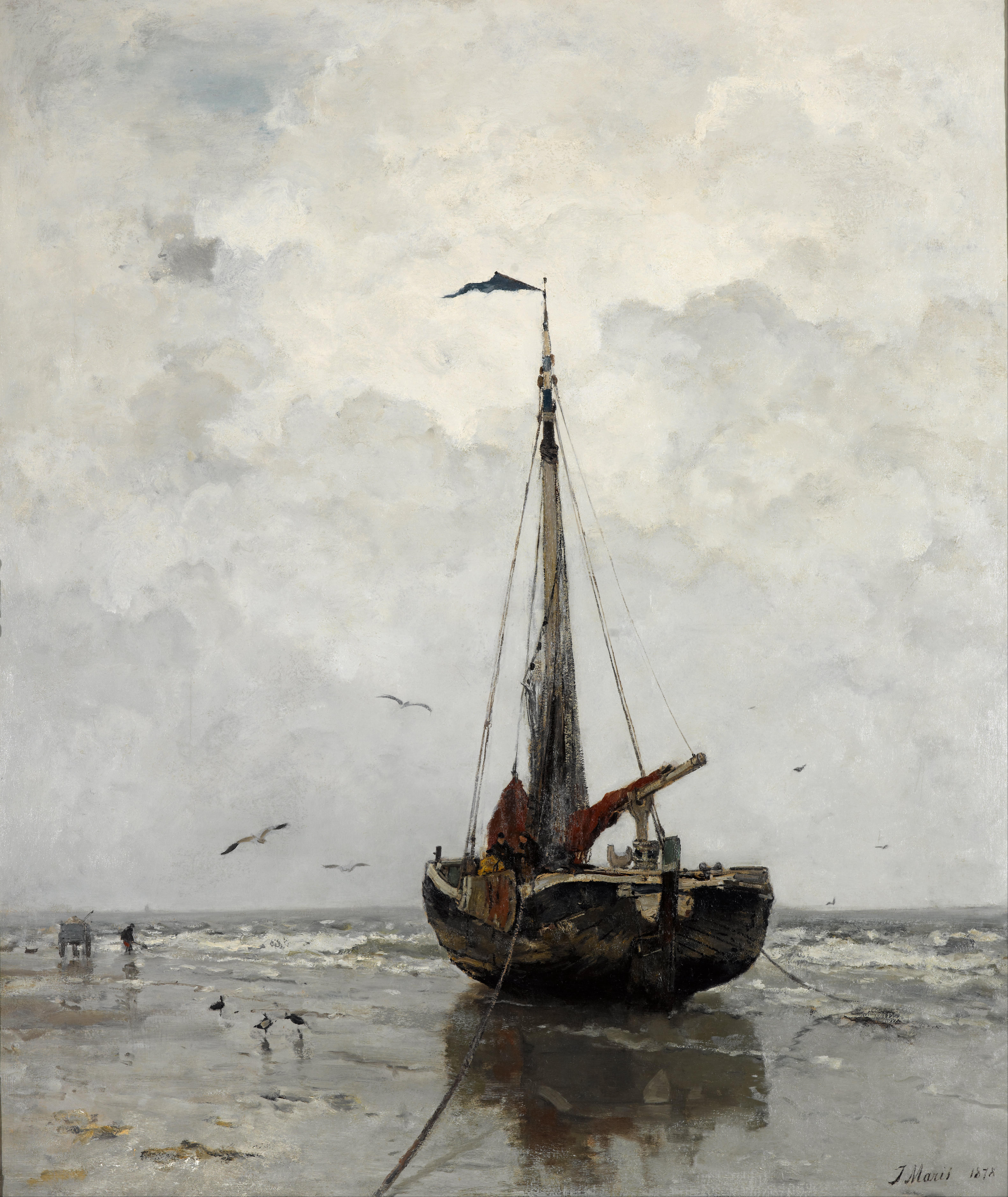
Bomschuit, 1878, Kunstmuseum, Den Haag
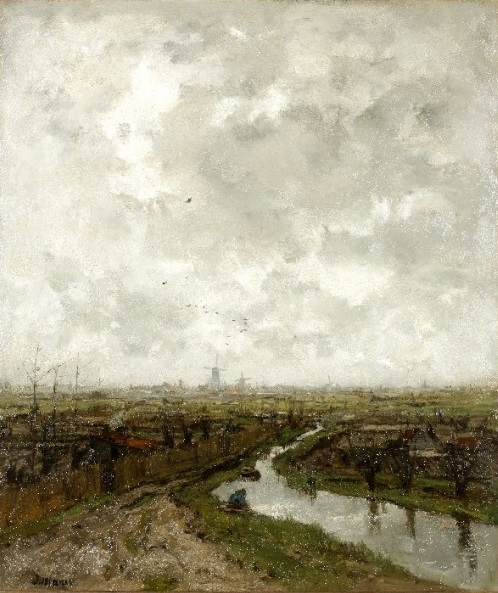
Slatuintjes bij Den Haag, ca. 1878, Kunstmuseum, Den Haag
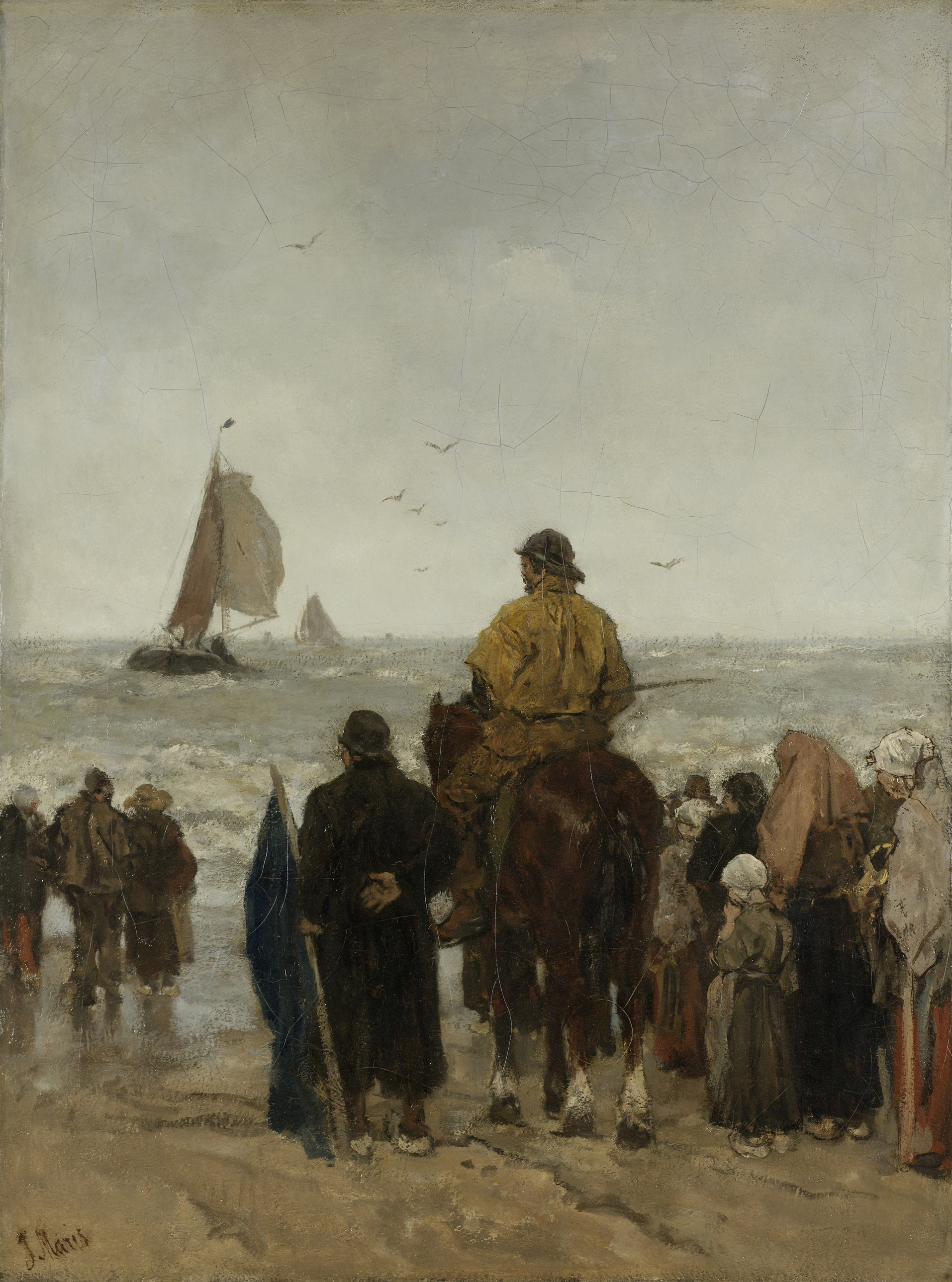
Aankomst der boten, 1884, Rijksmuseum, Amsterdam
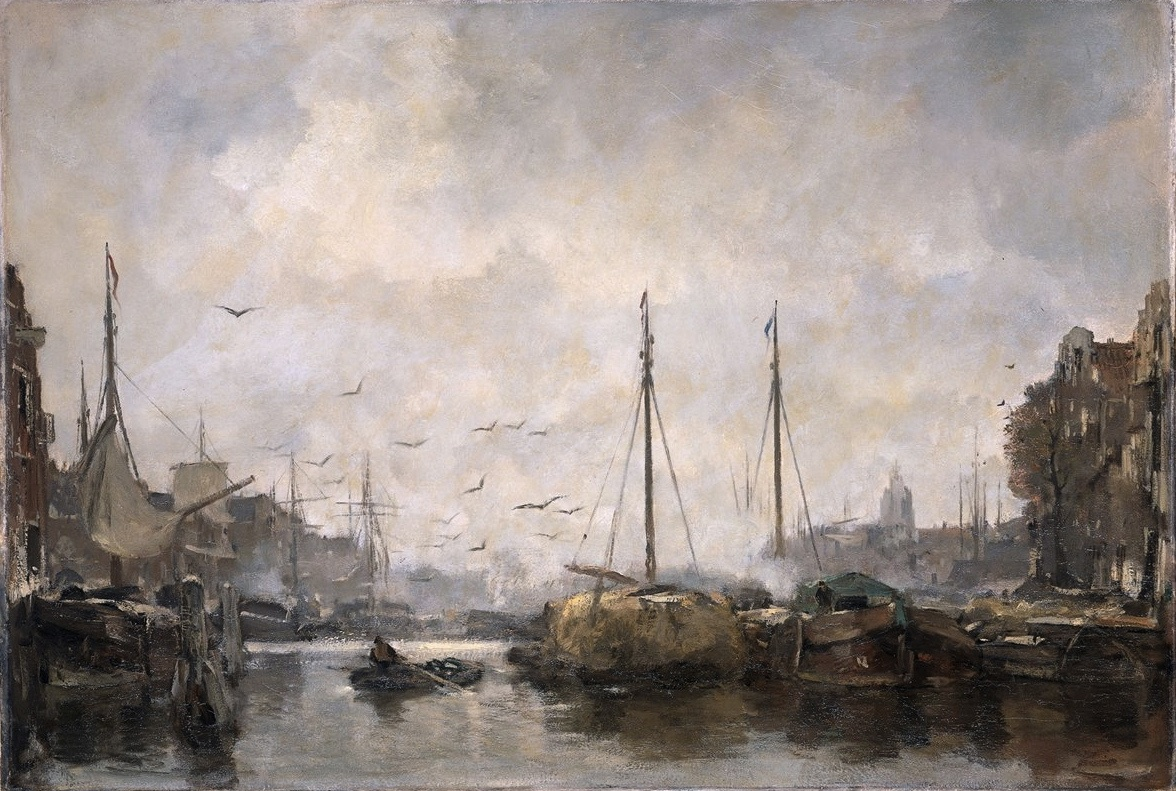
Stadsgezicht, ca. 1886
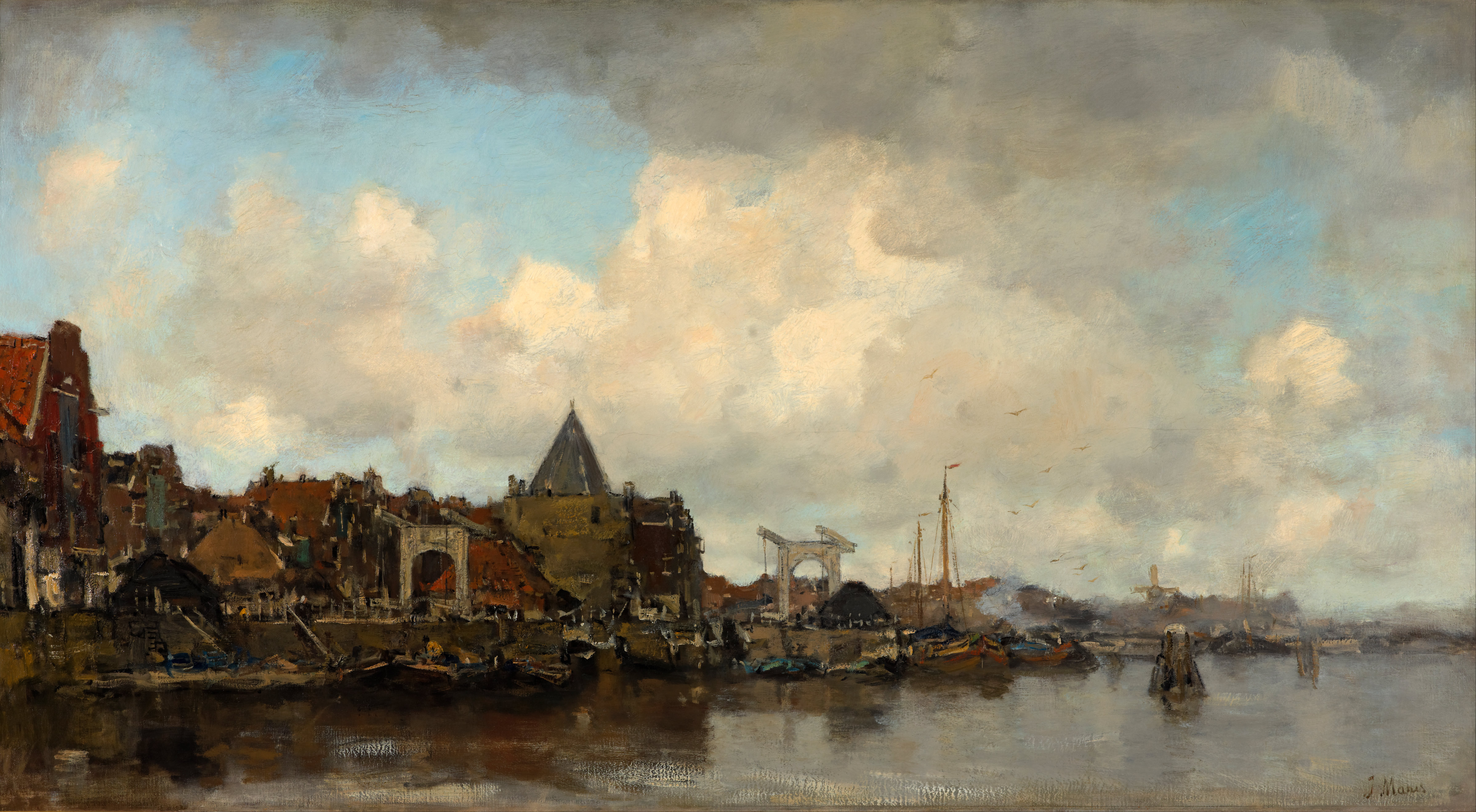
Schreierstoren, ca. 1890, Kunstmuseum, Den Haag

## Musea
In 2005 schafte het Teylers Museum in Haarlem het schilderij De Bomschuit aan.
Schilderijen van Jacob Maris bevinden zich onder andere in:
- Fine Arts Museums of San Francisco
- Hermitage in Sint-Petersburg
- Museum of Fine Arts in Boston
- National Gallery of Art in Washington D.C.
- National Gallery in Londen
- University of Rochester in New York
- Teylers Museum in Haarlem
- Kunstmuseum, Den Haag
- Dordrechts Museum
- Frick Collection in New York
- Museum Jan Cunen in Oss
- Philadelphia Museum of Art in Philadelphia
- Rijksmuseum Amsterdam
- Musée d'Orsay in Parijs
- John Selbach Museum in Maaseik

## Monument

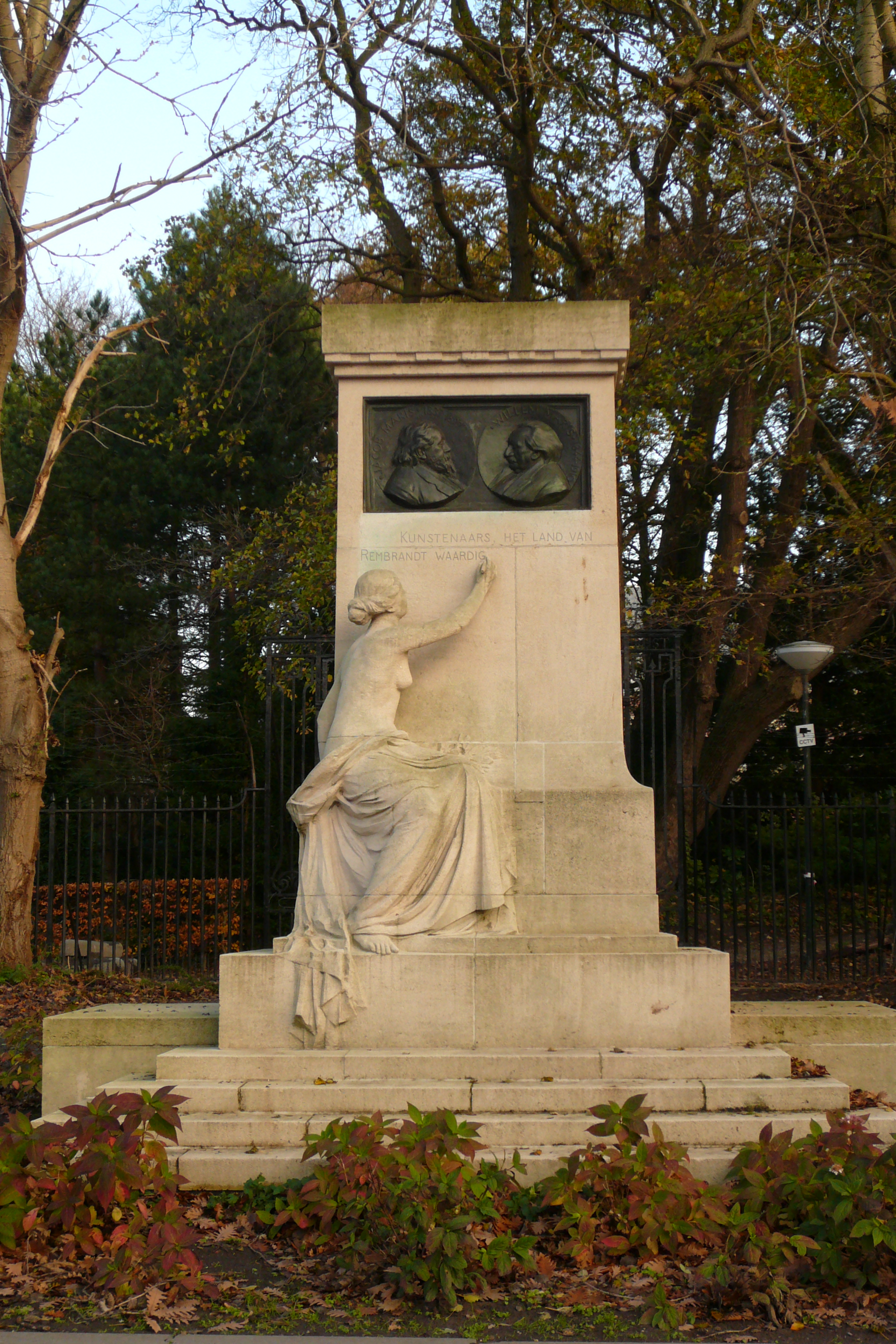
Gedenkmonument Jacob en Willem Maris

Een monument voor de broers Jacob en Willem Maris staat achter het Vredespaleis in Den Haag.
Het opschrift luidt: 
Kunstenaars, het land van
Rembrandt waardig

## Varia
Een afbeelding van Jacob Maris staat op een postzegel in de serie Zomerzegels van 1937.